# Кордоба (департамент)
Вижте пояснителната страница за други значения на Кордоба.
Ко̀рдоба (на испански: Córdoba) е един от тридесет и двата департамента на южноамериканската държава Колумбия. Намира се в северната част на страната, където граничи с Карибско море. Департаментът е с население от 1 828 947 жители (към 30 юни 2020 г.) и обща площ от 25 087 км². Главен административен център е град Монтерия.

## Общини
В департамент Кордоба има 28 общини и градове. Някои от тях са:
1. Валенсия
2. Ла Апартада
3. Лорика
4. Монитос
5. Пуерто Либертадор
6. Пуерто Ескондидо
7. Сан Антеро
8. Сан Карлос